# Ángel García-Loygorri y García de Tejada
Ángel García-Loygorri (olim García-Arista) y García de Tejada (Sevilla, 2 de octubre de 1805-Madrid, 23 de febrero de 1887), conde y primer duque de Vistahermosa, fue un militar y político español que ocupó relevantes cargos en la corte isabelina. 

## Biografía
Hijo del teniente general Martín García-Loygorri e Ichaso, abrazó a temprana edad la milicia, siguiendo la tradición familiar. 
Tras participar activamente en la Primera Guerra Carlista, desempeñó muy importantes responsabilidades públicas: teniente general de los Ejércitos, subsecretario del Ministerio de la Guerra, ayudante de Su Majestad, alcalde de Madrid y jefe político de esta provincia, intendente de la Real Casa, inspector general del Real Cuerpo de Carabineros, director general de la Guardia Civil, director de los cuerpos Jurídico Militar y de Estado Mayor del Ejército, presidente del Consejo Supremo de Guerra y Marina, ministro plenipotenciario de S.M.C. en Londres. 
Durante diez legislaturas (1844-1865) fue diputado a Cortes, llegando a ostentar una de las vicepresidencias del Congreso. Desde 1865 fue senador vitalicio nombrado por la Corona.
Por Real Cédula de 10 de mayo de 1879 fue creado grande de España con el título de duque de Vistahermosa, cubriéndose el 17 de noviembre de 1879 ante el Rey Alfonso XII. Dicho título se añadía al condado de Vistahermosa y al vizcondado de la Vega, que ya tenía desde 1844, por cesión de su prima hermana Magdalena de Ulloa y García de Tejada, marquesa de Casa Ulloa. 
Fue también gentilhombre de Cámara de S.M. con ejercicio y servidumbre, caballero de la Orden de Santiago, grandes cruces de las de Carlos III, Isabel la Católica y San Fernando, y gran oficial de la Legión de Honor francesa. 
| Predecesor: Genaro de Quesada y Matheus | Director General de la Guardia Civil 1864 - 1865 | Sucesor: Isidoro de Hoyos |